# San Félix (Santiago del Estero)
San Félix es una pequeña localidad de unos 200 habitantes en el Departamento Jiménez, en la provincia de Santiago del Estero, Argentina. Se encuentra a unos 150 kilómetros de la capital provincial; se accede a través de un camino de ripio que se desprende de la Ruta Provincial 34.
San Félix fue originalmente fundado como «El Rosario» por una comunidad de esclavos libertos a mediados del siglo XIX en tierras que antes pertenecían a su amo. Por esta razón, hoy es considerado uno de los últimos quilombos. En su momento, llegó a ser considerada la "Capital afrodescendiente" de Santiago del Estero, y hoy es reconocida por mantener gran parte de su herencia cultural afroargentina.

## Historia
San Félix fue fundado como El Rosario por esclavos libertos en tierras que formaban parte de una estancia de unas 200 mil hectáreas, pertenecientes a una familia de terratenientes criolla de apellido Frías. Fue uno de varios asentamientos en lo que hoy es el Departamento Jiménez fundado por afrodescendientes, al igual que los pueblos de San Andrés, San Roque, San José, San Cristóbal,  San Gregorio, San Pedro, San Salvador, La Guanaca, La Isla, Bajo Alegre, San Isidro y San Antonio.
Los primeros habitantes de San Félix fueron esclavos libertos que estuvieron al servicio de la familia Frías. Entre ellos estaban Julián Guerra y Felipa Iramaín, quienes tuvieron siete hijos. De estos hijos descienden la mayoría de los habitantes de San Félix. También hubo importante mestizaje de la población; uno de los primeros habitantes blancos del poblado fue un «gringo» llamado Félix Alderete, quien compró los terrenos del rancho de Rosario y le cambió el nombre a San Félix, santo de su devoción.

## Situación actual
La población de San Félix se ha visto reducida en las últimas décadas, ya que la falta de oportunidades lleva a los jóvenes a emigrar a localidades más grandes como El Bobadal, San Miguel de Tucumán o la propia Santiago del Estero. En San Félix solo hay una escuela, la Escuela Rural N° 693 "Manuel Argañaraz". También hay una sala de atención médica esencial. Para la gran mayoría de emergencias, los habitantes de San Félix deben acercarse hasta El Bobadal, la localidad urbana más cercana.
La economía local consiste en la cría de vacas, cerdos, ovejas, cabras y aves de corral.
En 2013, la localidad fue objeto del documental «El último quilombo», dirigido por Alberto Masliah. El documental hace un recorrido de la historia del pueblo, sus habitantes, y algunas de sus leyendas, como la del «Come Ancas».